# وسائط الكتابة
وسائط الكتابة، وهي المواد التي تستخدم للكتابة عليها، كالورق المصنوع من النبات وجلود الحيوانات والفخار وغيرها من الوسائط، فقد ارتبطت الكتابة ارتباطا وثيقا بالمواد التي تكتب عليها. تعد الكتابة المسمارية أقدم طريقة للكتابة الرمزية بعد الكتابة التصويرية التي اخترعت أيضا في بلاد ما بين النهرين. وكانت تحتوي وسائط الكتابية على محتويات إقتصادية تجارية، ورموز فنية، وقصص دينية.

## أنواعها

### المغارات والصخور

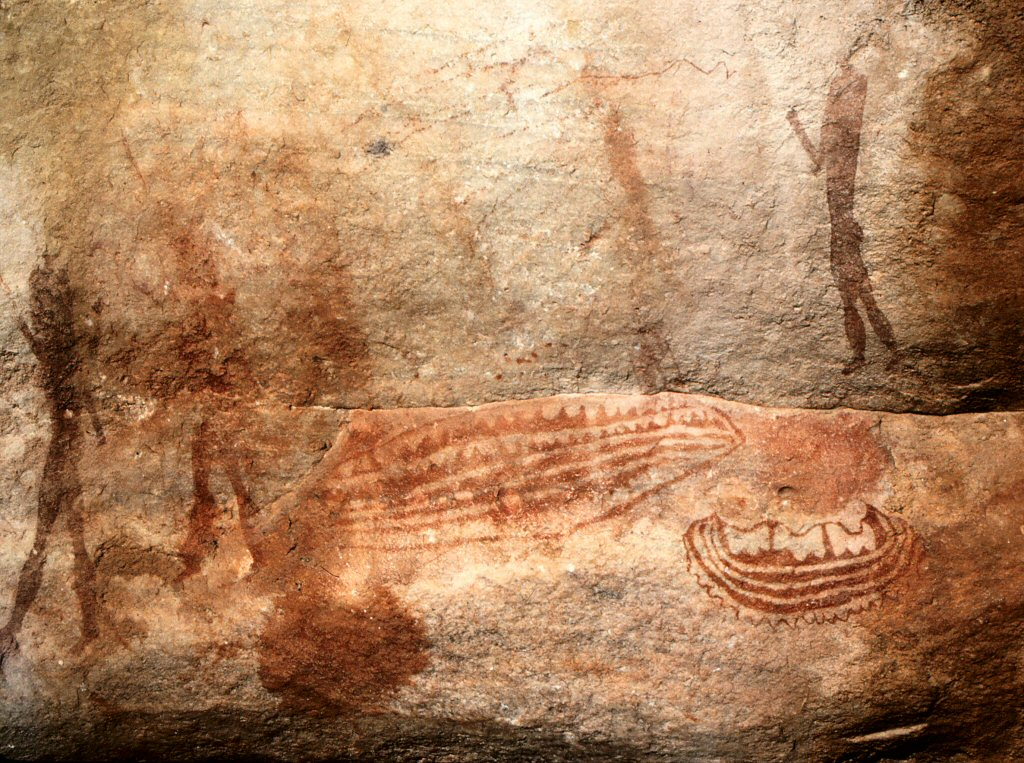
مثال على النقش في الكهوف عند الفينيقيين.

النقش في المغارات والصخور.

### الرقم (الألواح) الطينية
كان سكان أكاد (منطقة تاريخية تمتد ما بين العراق وسوريا اليوم) ونينوى وبابل من السومريين والآشوريين يضغطون الأعواد الخشبية على الألواح الطينية الرطبة ومن ثم يدعونها تجف تحت الشمس. وهكذا تبقى الرموز محفورة في الألواح إلى وقت طويل، إلى أن ضاعت الكثير من المكاتب في الطوافانات في ذاك الآن. للحفاظ على جودة أفضل، بدأ سكان ما بين النهرين (دجلة والفرات) بحرق الألواح الطينية. يرجع تاريخ الرقم إلى عدة آلاف من السنين قبل الميلاد.

### الحجر

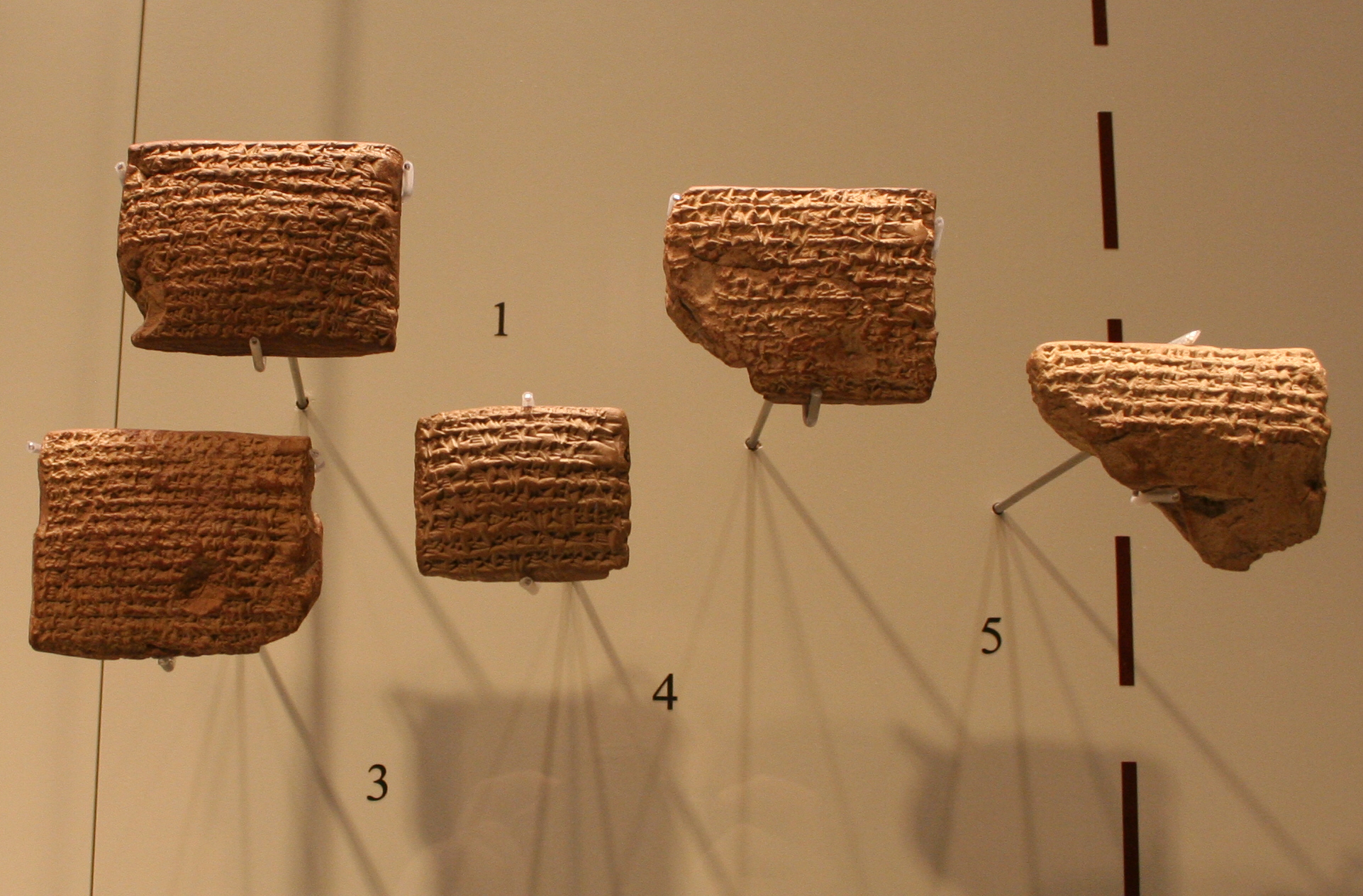
ألواح طينية مصرية.

في البلاد التي كانت لا تحتوي على الصلصال، تبنت شعوبها النقش على الرخام والصخر سماقي والجص كأهل مصر والصين.

### عظام الحيوانات[1]
و منها العاج، والصدف وغيرها.

### الألواح الخشبية
في الصين كانت تغطى الألواح الخشبية بطبقة من الشمع الملون وتنقش فيها الرموز بقلم من الحديد.

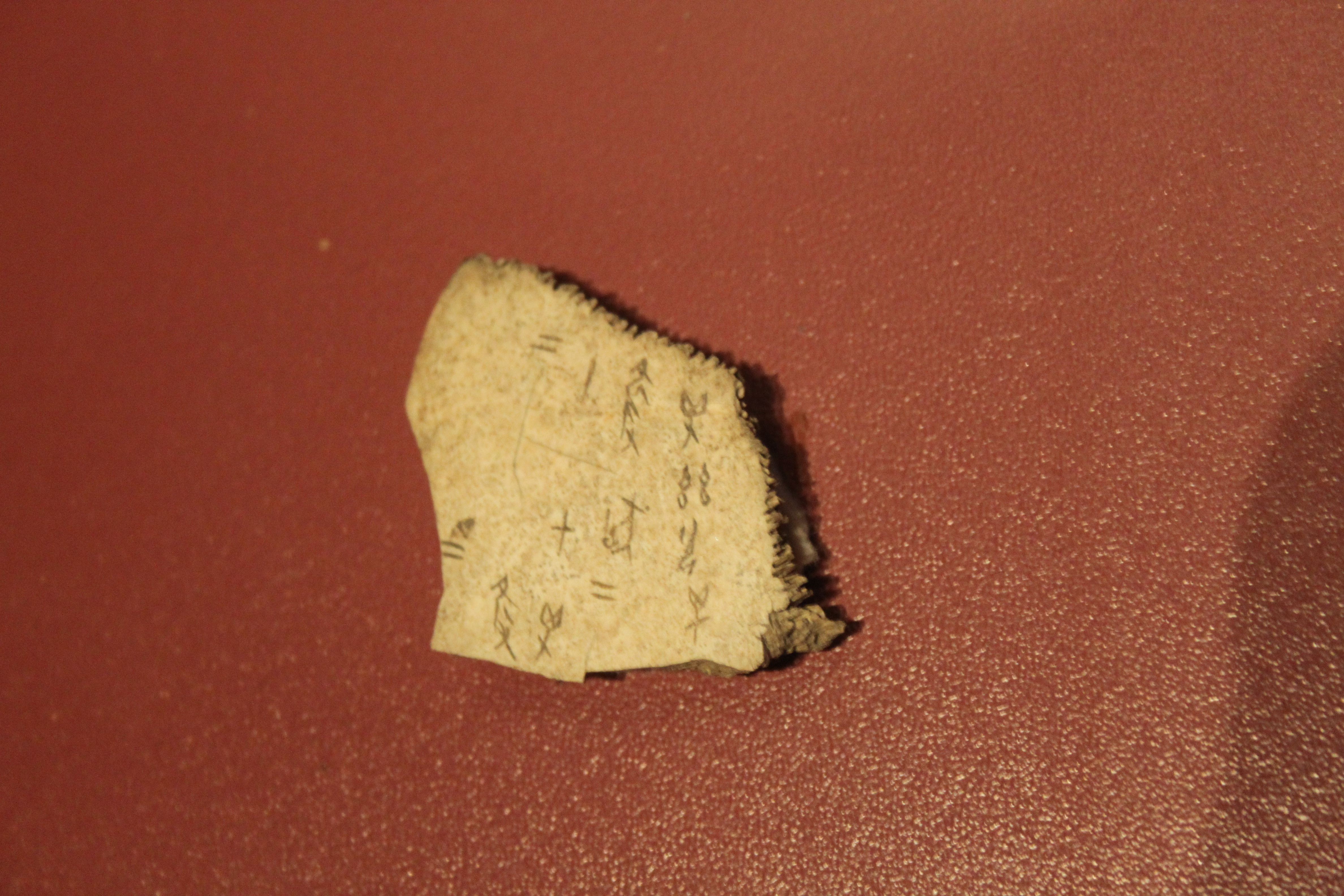
النقش على العظام

### أوراق النخيل

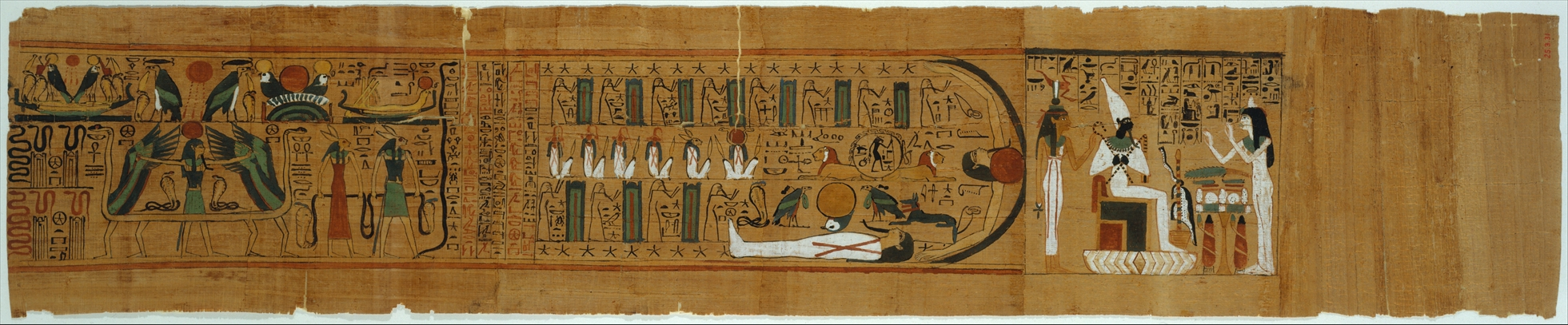
مثال على ورق البردي

كانت تستخدم في الهند وشرق آسيا.

### ورق البردي
صناعة ورق البردي بدأت قبل 3000 سنة قبل الميلاد كوسيط ومادة للكتابة في الحضارة المصرية القديمة.

### جلود الجيونات (الرق)

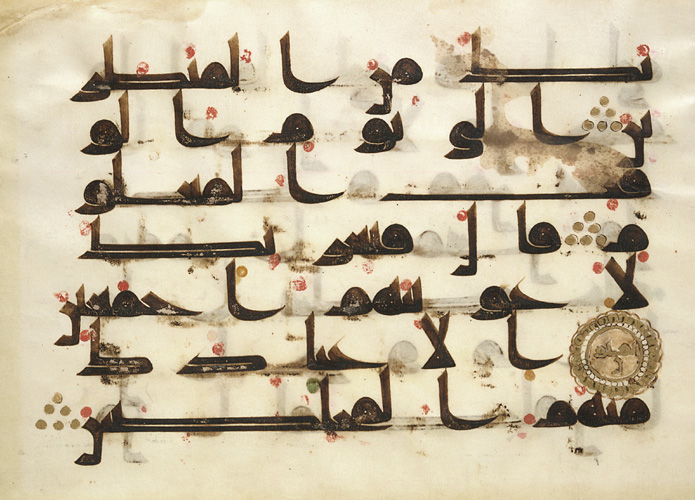
مثال على استخدام الرق. آيات من القرآن.

يعد الرق الذي يصنع من الطبقات الرقيقة لجلود الحيوانات واحداً من أهم الاكتشافات في مجال الوسائط الكتابية بعد ورق البردي.

### الورق النباتي
في عام 795 في بغداد، تم تبني الصناعة الورقية من الكتان رسميا، الذي جاء بدوره من الصين، عن طريق سمرقند، من الدولة العباسية آنذاك. دواوين هارون الرشيد كامن تكتب كلها على الورق الكتاني وقد تم تطوير الصناعة الورقية. إنتقلت صناعة الورق من بعد ذلك إلى أنحاء الدولة الإسلامية كالهند وصقلية والأندلس ومنها إلى أوروبا.